# Kalendarium genetyki
Kalendarium genetyki – artykuł ten przedstawia w formie tabeli rozwój wiedzy genetycznej.
| rok                | wydarzenie |
| ------------------ | --- |
| 1859               | Charles Darwin publikuje „O powstawaniu gatunków” (ang. The Origin of Species) |
| 1866               | Gregor Mendel publikuje Badania nad mieszańcami roślin (niem. Versuche über Pflanzen-Hybriden; ang. Experiments on Plant Hybridization)                                                   |
| 1869               | Johann Friedrich Miescher wykrywa kwasy nukleinowe |
| 1889               | Francis Galton opisuje ilościowo dziedziczne cechy człowieka |
| 1900               | Hugo de Vries, Carl Correns, Erich Tschermak (niezależnie) ponownie odkryli i upowszechnili prawa Mendla                                                                                  |
| 1903               | Walter Sutton i Theodor Boveri (niezależnie) stwierdzenie, że chromosomy są jednostkami informacji dziedzicznej                                                                           |
| 1905               | Nettie Stevens odkrywa rolę chromosomów płci X i Y |
| 1906               | William Bateson wprowadza termin genetyka |
| 1909               | Wilhelm Johannsen wprowadza termin gen |
| 1910               | Thomas Hunt Morgan ogłosił chromosomową teorię dziedziczności |
| 1913               | Alfred Sturtevant opracował mapy genetyczne wykazujące, że chromosomy zawierają linearnie ułożone geny                                                                                    |
| 1913               | Alfred Sturtevant zasugerował możliwość zachodzenia Crossing-over |
| 1922               | Hermann Joseph Muller zakłada, że wirusy to nagie geny |
| 1926               | Hermann Joseph Muller wykazał, że promieniowanie rentgenowskie wywołuje mutacje |
| 1927               | zmiany w strukturze genów zostają nazwane mutacjami |
| 1928               | Frederick Griffith odkrywa zjawisko transformacji DNA |
| 1931               | stwierdzenie, że crossing over jest przyczyną rekombinacji genetycznej |
| 1941               | George Wells Beadle i Edward Lawrie Tatum opracowali teorię „jeden gen = jeden enzym” |
| 1944               | Oswald Avery, Colin McLeod i Maclyn McCarty udowodnili, że DNA jest materiałem genetycznym                                                                                                |
| 1944               | Erwin Schrödinger napisał „Czym jest życie? Fizyczne aspekty żywej komórki” |
| 1945               | geny zawierają zakodowaną informację do syntezy białek |
| 1950               | Erwin Chargaff wykazuje, że 4 nukleotydy nie występują w kwasach nukleinowych w stałych proporcjach, lecz że istnieje pewna zależność (A~T; G~C)                                          |
| 1950               | Erwin Chargaff dowodzi, że stosunek A-T do G-C jest gatunkowo zmienny |
| 1951               | Barbara McClintock odkrywa transpozony |
| 1952               | W eksperymencie Hersheya-Chase udowodniono, że informacja genetyczna fagów (i wszystkich organizmów żywych) to DNA                                                                        |
| 1953               | James Watson i Francis Crick odkrywają strukturę DNA |
| 1955               | Marianna Grunberg-Manago odkrywa enzym, który może syntetyzować nić RNA z zasad jednego tylko rodzaju, np. AAAAAAAAAAA – poli-A                                                           |
| 1956               | Joe Hin Tjio i Albert Levan potwierdzają, że człowiek ma 46 chromosomów |
| 1957               | George Gamow i Francis Crick ustalają, że biosynteza białka następuje według schematu Kwas deoksyrybonukleinowy → mRNA → białka                                                           |
| 1958               | eksperyment Meselsona-Stahla wykazuje replikację DNA i jej semikonserwatywny charakter |
| 1959               | Arthur Kornberg przeprowadza replikację DNA in vitro |
| 1959               | odkryto polimerazę RNA |
| 1960               | odkryto mRNA |
| 1960               | François Jacob i Jacques Monod ogłosili teorię operonu |
| 1961               | Sydney Brenner i Francis Crick dowodzą, że kod genetyczny jest zapisany w trypletach |
| 1961               | Mary Frances Lyon odkrywa, że jeden z chromosomów X jest inaktywowany u samic ssaków |
| 1961               | Marshall Nirenberg i Heinrich Matthaei przeprowadzili polimeryzację aminokwasów in vitro przez rybosom wykorzystując odcinki RNA składające się z jednego rodzaju nukleotydów, np. poli-U |
| 1966               | Marshall Nirenberg, Robert William Holley i Har Gobind Khorana ustalili kod genetyczny |
| 1967               | Martin Gellert i Bob Lehman odkrywają ligazy |
| 1970               | Howard Martin Temin i David Baltimore odkrywają odwrotną transkryptazę |
| 1971               | Stanley Cohen opracowuje metodę indukowania E.coli do importowania plazmidowego DNA spoza komórki                                                                                         |
| 1971               | opracowano metody wycinania, wklejania i kopiowania plazmidów |
| 1972               | Paul Berg opracował technikę klonowania i rekombinacji DNA |
| 1975               | Hamilton Othanel Smith wyizolował z Haemophilus influenzae pierwszą w pełni funkcjonalną restryktazę                                                                                      |
| 1977               | odczytanie sekwencji DNA |
| 1983               | Kary Mullis opracowuje PCR |
| 1983               | poszukiwanie genów odpowiedzialnych za choroby dziedziczne np. mukowiscydozę |
| 1983               | Tom Cech i Sidney Altman odkryli RNA o właściwościach katalitycznych |
| 1987               | uruchomiono projekt poznania ludzkiego genomu |
| 1995               | Craig Venter zsekwencjonował genom Haemophilus influenzae |
| 1996               | zsekwencjonowano genom drożdży |
| 1997               | zsekwencjonowano genom Pałeczki okrężnicy (Escherichia coli) |
| 1998               | zsekwencjonowano genom Caenorhabditis elegans |
| 2001               | HUGO i Celera Genomics ogłaszają pierwszą roboczą wersja pełnego ludzkiego genomu |
| 2003 (14 kwietnia) | zakończenie sekwencjonowania 99% genomu ludzkiego z trafnością 99,99% |